# Distretto di Chacoche
Il distretto di Chacoche è un distretto del Perù nella provincia di Abancay (regione di Apurímac) con 1 213 abitanti al censimento 2007 dei quali 876 urbani e 337 rurali.
È stato istituito il 28 dicembre 1961.